# Eulalia varia
Eulalia varia är en ringmaskart som beskrevs av Ehlers 1908. Eulalia varia ingår i släktet Eulalia och familjen Phyllodocidae. Inga underarter finns listade i Catalogue of Life.